# 亞當·阿什利-庫珀
亞當·阿什利-庫珀（英語：Adam Ashley-Cooper；1984年3月27日—）是一位澳大利亞橄欖球運動員。他是澳大利亞國家橄欖球隊的一員，代表澳大利亞參加了2015年世界盃橄欖球賽。